# Cleveland Rockers (ABA 2000)
I Cleveland Rockers furono una franchigia di pallacanestro della ABA 2000, con sede a Cleveland, Ohio.
Creati nell'autunno del 2005 disputarono 11 partite nella stagione 2005-06, prima di dichiarare bancarotta.
Vennero rifondati nel 2008, e presero parte alla stagione 2008-09, terminando con un record di 22-4. Non presero parte ai play-off.
Scomparvero nuovamente al termine della stagione.

## Stagioni
| Stagione | Lega     | Denominazione     | V  | P | %    | Piazzamento | Play-off |
| -------- | -------- | ----------------- | -- | - | ---- | ----------- | -------- |
| 2005-06  | ABA 2000 | Cleveland Rockers | 5  | 6 | 45,5 | 5º          | -        |
| 2008-09  | ABA 2000 | Cleveland Rockers | 22 | 4 | 84,6 | 1º          | -        |